# Boicinovți
Boicinovți (în bulgară Бойчиновци) este un oraș în partea de nord-vest a Bulgariei. Aparține de  Obștina Boicinovți, Regiunea Montana.

## Demografie
Componența etnică a orașului Boicinovți
     Bulgari (87,42%)
     Romi (6,38%)
     Turci (1,21%)
     Nicio identificare (4,4%)
     Altele (0,57%)
La recensământul din 2011, populația orașului Boicinovți era de 1.567 locuitori. Din punct de vedere etnic, majoritatea locuitorilor (87,42%) erau bulgari, existând și minorități de romi (6,38%) și turci (1,21%). Pentru 4,4% din locuitori nu este cunoscută apartenența etnică.